# Sindicatele în România
Sindicatele sunt asociații care contribuie la apărarea drepturilor salariaților și promovarea intereselor profesionale ale acestora. 
Prima asociație profesională organizată în România a fost Asociația lucrătorilor tipografi din București, înființată în București la 1/13 octombrie 1858 sub numele de „Casa de prevedere și economii a lucrătorilor tipografi”. Și-a încetat activitatea în 1871. În anul 1872 a fost înființată Asociația Generală a tuturor lucrătorilor din România.
După anul 1900 au apărut uniuni de sindicate, create pe ramuri din aceleași profesii sau meserii înrudite. La 22 februarie 1905 s-a înființat primul sindicat muncitoresc din România - sindicatul lucrătorilor tâmplari, iar în 1906 s-a constituit Comisia Generală a Sindicatelor din România, atunci fiind adoptat și statutul general al mișcării sindicale.
În același an s-au pus bazele caselor de ajutor reciproc ale sindicatelor.
Între anii 1919 și 1921 dezvoltarea uniunilor sindicale s-a accentuat, iar după 1924 s-a trecut la reorganizarea sindicatelor ca entități juridice, pornind de la Legea nr. 21/1924.
Prin Decretul nr. 358/1949, întregul patrimoniu sindical este strâns sub umbrela Confederației Generale a Muncii, înființată la data de 11 iunie 1945.
Statutar, organizarea și funcționarea sindicatelor în Romania au avut la bază principiul centralismului democratic, ceea ce a structurat la nivel național existența unei singure confederații, respectiv Confederația Generală a Muncii, care în 1966 a fost redenumită Uniunea Generală a Sindicatelor din România (UGSR).
În ianuarie 1990 Maier Sorin a fondat Sindicatul Șoferilor din România împreună cu Miron Mitrea și alți salariați ai săi unde ing. Miron Mitrea., era șef de atelier (la IUGC - Întreprinderea de Utilaj Greu pentru Construcții, Autobaza București). 
În februarie 1990 Maier Sorin cofondator al Sindicatului Șoferilor din România - S.S.R. (cu 250.000 de membri) împreună cu Adrian Cosmescu, președintele sindicatului Liber Independent "Policolor" București (cu 1.500 de membri), Sindicatul Liber "Aviație" (cu 1.500 de membri), au fondat Confederația Sindicală. 
"Frăția" preluând fostul sediu Consiliului Municipal al Sindicatelor, situat pe Str. Anghel Saligny nr. 8 din Sectorul 5 și după obținerea actelor prin intermediul Primarului Capitalei dr. Predescu, Confederația Sindicală "Frăția" a fost înregistrată legal de Miron Mitrea[4] - S.S.R. împreună cu Sindicatul Liber Independent "Policolor" București, Sindicatul Liber "Aviație", Sindicatul Liber "Unitatea" de la Întreprinderea "23 August" și apoi sindicatul de la "1 Mai" din Ploiești.
În martie 1990 a luat naștere Confederația Națională a Sindicatelor Libere din România (CNSLR). În același an, în luna iunie, se organizează un congres în urma căruia un tânăr de 30 de ani, pe nume Victor Ciorbea, a fost propulsat în funcția de președinte al CNSLR. În urma acestui eveniment, Bogdan Hossu a realizat că nu are nicio șansă în fața lui Ciorbea pentru șefia acestei structuri și a părăsit CNSLR, înființând sindicatul Cartel Alfa.
În anul 1993, cele două sindicate fuzionează, înființând CNSLR-Frăția, avându-i ca președinte executiv pe Miron Mitrea, iar ca președinte pe Victor Ciorbea[4]. Ulterior, Victor Ciorbea a părăsit sindicatul, împreună cu câteva federații și a înființat Confederația Sindicatelor Democratice din România (CSDR).
În anul 2004, CNSLR-Frăția și Blocul Național Sindical (al doilea mare sindicat din România) au anunțat intenția de a fuziona, dar planul a fost abandonat la sfârșitul aceluiași an.
În ianuarie 2007, CNSLR-Frăția, împreună cu Blocul Național Sindical și cu CSN Meridian au anunțat formarea Alianței Confederațiilor Sindicale din România (ACSR), entitate juridică, cu statut, sediu și structură de conducere, care reprezintă primul pas în procesul de fuziune a celor trei confederații sindicale.
Un sindicat se poate constitui din:
- un număr minim de 10 de salariați ce prestează activitate la aceeași unitate;
- un număr minim de 20 de salariați care prestează activități în același sector de negociere colectivă, dar în unități diferite. Un sector de negociere colectiv se stabilește de Consiliul Național Tripartit pentru Dialogul Social și se aprobă prin hotărâre a Guvernului.

Cele mai reprezentative confederații sindicale[nefuncțională]
, recunoscute și la nivelul negocierilor tripartite guvern - sindicate - patronate, prin organismul C.E.S. (Consiliul economic și social) sunt:
- C.N.S.L.R. - Confederația Națională a Sindicatelor Libere din România - Frăția;
- B.N.S. - Blocul Național Sindical;
- C.N.S.C.A. - Confederația Națională Sindicală Cartel Alfa;
- C.S.D.R. - Confederația Sindicatelor Democratice din România;
- C.S.N. Meridian - Confederația Sindicală Națională Meridian.

C.N.S.L.R. - Confederația Națională a Sindicatelor Libere din România - Frăția;
- Descriere: Este cea mai mare organizație națională, cuprinde 800 de mii de sindicaliști.
- Organizații membre: 40 de federații profesionale (în toate domeniile de activitate) și 42 de uniuni județene (filiale ale CNSLR Frăția);
- Afilieri: CNSLR Frăția este afiliată la Confederația Europeană a sindicatelor (ETUC), la Confederația Internațională a Sindicatelor Libere (ICFTU) și membră în comitetul executiv al ICFTU)

B.N.S. - Blocul Național Sindical;
- Descriere: Blocul Național Sindical este una dintre cele mai active confederații sindicale din România.
- Alcătuire: aici intră 39 de federații din cele mai importante ramuri ale economiei.
- Filiale: BNS este reprezentat la nivel național prin cele 36 de filiale județene.

C.N.S.C.A. - Confederația Națională Sindicală Cartel Alfa;
- Alcătuire: în prezent, 38 de federații profesionale sunt afiliate la CNS "Cartel ALFA", reprezentând domenii de activitate diverse, atât din sectorul public, cât și privat. De asemenea, CNS "Cartel ALFA" coordonează activitatea a 39 de uniuni sindicale teritoriale, interprofesionale.

C.S.D.R. - Confederația Sindicatelor Democratice din România;
- Descriere: Confederația Sindicatelor Democratice din România (CSDR) este o confederație sindicală reprezentativă la nivel național, afiliată la ETUC (Confederația Europeană a Sindicatelor) și la CMT (Confederația Mondială a Muncii), numărând peste 400 mii de membri la nivel național.
- Alcătuire: CSDR are afiliate peste 40 de federații profesionale și de ramură, atât în sectorul bugetar, cât și în cel privat, care acoperă următoarele domenii de activitate: învățământ, industria alimentară, industria materialelor de construcții, industria textilă, prelucrarea lemnului, asistență socială și îngrijirea sănătății, minerit, agricultură, transporturi, cultură, cercetare, mass-media, industria constructoare de mașini și echipamente, finanțe-bănci, Anaf, Vama, Politie, administrație publică, transport, servicii publice, avand 40 de uniuni teritoriale constituite, cu personalitate juridică.

C.S.N. Meridian - Confederația Sindicală Națională Meridian.
- Descriere: Confederația Sindicală Națională Meridian s-a constituit în 1994 prin unirea a doua federații: Federația Sindicatelor Miniere ale Cuprului din România și Federația Sindicatelor din Industria Cauciucului din România.
- Alcătuire: CSN Meridian cuprinde 27 de federații de ramură și 42 de filiale teritoriale la nivelul fiecărui județ și a Municipiului București. Din numărul total al federațiilor, 17 sunt reprezentative în ramurile de activitate la nivelul cărora sunt organizate.

Confederația Națională a Sindicatelor Libere “Frăția”, Blocul Național Sindical și Confederația Sindicală Națională “Meridian”, sunt reunite în ALIANȚA CONFEDERAȚIILOR SINDICALE DIN ROMÂNIA.